# أمريكا المفتوحة 1993 (كرة مضرب)
قائمة بالأبطال في بطولة 1993 أمريكا المفتوحة:

## الكبار

### فردي رجال
بيت سامبراس هزم  سيدريك بوليني ، 6-4, 6-4, 6-3

### فردي سيدات
شتيفي غراف هزم  هيلينا سوكوفا, 6-3, 6-3